# Monnerich
Monnerich (luxembourgsk: Monnerech) er en kommune og et byområde i storhertugdømmet Luxembourg. Kommunen, som har et areal på 21,40 km², ligger i kantonen Esch-sur-Alzette i distriktet Luxembourg. I 2005 havde kommunen 6.099 indbyggere. 
49°31′55″N 5°59′20″Ø / 49.5319°N 5.9889°Ø